# 阿部登
阿部 登（あべ のぼる、1950年12月10日 - 2010年11月28日）は、日本の音楽プロデューサー、ブルース系ミュージシャン。大西ユカリのマネージメント全般を行うプロダクションの社長兼マネージャー。大阪の野外コンサート「春一番」の舞台監督、プロデューサー（第2回より参加）。ミュージシャンとして活動をする際は平仮名表記の「あべのぼる」。

## 経歴
大阪府大阪市阿倍野区生まれ。高校卒業後、1969年に上京。東京で山下洋輔トリオのマネージャーとして働いた後、1972年秋に大阪に戻り、大阪・なんば元町にあったコーヒーハウス「ディラン」（店主・大塚まさじ）を拠点に活動。大塚まさじらのザ・ディランIIのマネージメント及びレコードのプロデューサーを担当する傍ら、福岡風太らとともに、野外コンサート「春一番」の舞台監督、プロデューサーを務める。
1974年にザ・ディランIIが解散後、1975年に北京一、チャールズ清水、永本忠、ベーカー・土居、石田長生、山岸潤史、砂川正和、国分照幸が結成したブルースバンド、ソー・バッド・レビューのマネージメントを担当。その後、西岡恭蔵、大塚まさじ、石田長生らとオレンジレコード（オレンジレーベル）設立。今日のインディーズレーベルの先駆けとなる。
大西ユカリらのマネージメントを担当し、2003年2月、大西のマネージメント全般を行う会社「株式会社ハッスル」を設立し、代表取締役社長に就任。コンサート・ライブの企画、制作などを続けた。毎年12月2日間の日程で開催される恒例の誕生会のライブには、金子マリ、宮里ひろしら多くのミュージシャンが駆けつけた。
2008年春、あべのぼるとマジックアニマルズとして、CD「Magic ANIMALS」（アジアレコード）を発表。同年3月15日、ゴンチチがDJを務めるNHK−FMの音楽番組で収録曲が放送された。
2009年には名古屋での春一番応援ライブに出演するなど、春一番のプロモーションにも力を入れる傍ら、各地で豊田勇造、いとうたかお、光玄、AZUMIらと共演。
2010年11月28日、肺炎のため死去。